# Parafia Podwyższenia Krzyża Świętego w Działdowie
Parafia Podwyższenia Krzyża Świętego w Działdowie – parafia rzymskokatolicka w diecezji toruńskiej, w dekanacie działdowskim, z siedzibą w Działdowie.

## Historia
- 1 listopada 1987 – ustanowienie parafii wydzielonej z parafii św. Wojciecha w Działdowie
- 1992 – zakończenie budowy domu parafialnego.

## Kościół parafialny
- Kościół parafialny poewangelicki zbudowany w latach 1796–1797, zniszczony w czasie I wojny światowej, odbudowany w latach 20. XX wieku.

## Miejscowości należące do parafii
- Bursz, Księży Dwór, Kurki, Pierławki, Prusinowo, Rudolfowo, Rywociny, Wysoka, Zakrzewo
- część Działdowa – ulice: Biedrawy, Bielnikowa, Boczna, Broniewskiego, Brzechwy, Brzozowa, Cicha, Dąbrowskiej, Gałczyńskiego, Górna, Graniczna, Grunwaldzka, Hallera, Jagiełły, Kajki, Katarzyny, Klonowa, Kochanowskiego, Kolejowa, Kościuszki, Krasickiego, Krótka, Księżodworska, Letnia, Lidzbarska, Lipowa, 11 Listopada, Łąkowa, 1 Maja, Małka, Mazurska, Męczenników, Miodowa, Mickiewicza, Mławska, Młyńska, Mrongowiusza, Ogrodowa, Osiedleńcza, Piwna, Pocztowa, Polna, Południowa, Powstańców Wielkopolskich, Poprzeczna, Prusa, Reja, Reymonta, Różana, Rzemieślnicza, Sienkiewicza, Skłodowskiej, Słowackiego, Spokojna, Strumykowa, Średnia, Tulipanowa, Tuwima, Traugutta, Tylna, Waryńskiego, Wellengera, Wolności, Wyspiańskiego, Zamkowa, Zielona, Boya Żeleńskiego, Żeromskiego, Żwirki i Wigury

## Grupy parafialne
- Ministranci i lektorzy,
- Żywy Różaniec,
- KSM,
- Pustynia Miast,
- Szkoła Nowej Ewangelizacji,
- Betania,
- Schola "Katarzynki".